# Deutsch Aladár
Deutsch Aladár (Zalaegerszeg, 1894. október 20. – Budapest, 1973. október 4.) fül-orr-gégész, főorvos.

## Élete
Deutsch Ferenc kereskedő és Fischer Ida gyermekeként született zsidó családban. A szülővárosa főgimnáziumában érettségizett. Az első világháborúban a fronton szolgált, s több kitüntetést kapott. Tanulmányait a Pázmány Péter Tudományegyetemen folytatta, ahol 1923-ban szerzett oklevelet. 1918–1919-ben tagja volt a Galilei Körnek. A hazai tanulmányaival párhuzamosan a Bécsi Egyetemen is tanult. 1923 és 1927 között a Bécsi Egyetem Fül-orr-gégeklinika és a Gyermekklinika konziliáriusa volt, ahol 1927-ben szakorvosi képesítést szerzett. Hazatérése után a Charité Poliklinika alorvosa lett. Az 1930-as évek közepétől a Kertész utcai Ambulancián dolgozott. 1942 és 1945 között a budapesti orthodox izraelita hitközség által fenntartott Városmajor utcai Bíró Dániel Kórház fül-orr-gégész szakorvosa volt. 1945 után a Magánalkalmazottak Biztosító Intézetének (MABI) szakfőorvosa, 1949-től haláláig a Budapest VIII. kerületi Tanács Végrehajtó Bizottságának vezető főorvosaként működött. 1945-től a Nemzeti Színház és több fővárosi színház, a Színház- és Filmművészeti Főiskola, a Magyar Rádió és a Magyar Televízió, valamint a SZOT Társadalombiztosítási Főigazgatóság Újságíró Tagozatának gégeszakorvosa volt. Cikkei elsősorban külföldi szakfolyóiratokban jelentek meg.
Első házastársa Horseczky Erzsébet Anna volt, akitől azonban öt év után, 1934-ben elvált. Második felesége Nyiszli Éva Janka volt, akit 1951-ben Budapesten vett nőül.
A Farkasréti temetőben nyugszik.